# PTRD-41
PTRD-41 (ПТРД-41 - ПротивоТанковое Ружье Дегтярева образет 1941 года - Súng trường chống tăng của Degtyaryov kiểu năm 1941) là súng trường chống tăng được Hồng quân Liên Xô chế tạo và trang bị từ đầu năm 1941, trong Chiến tranh thế giới thứ hai.

## Lược sử thiết kế

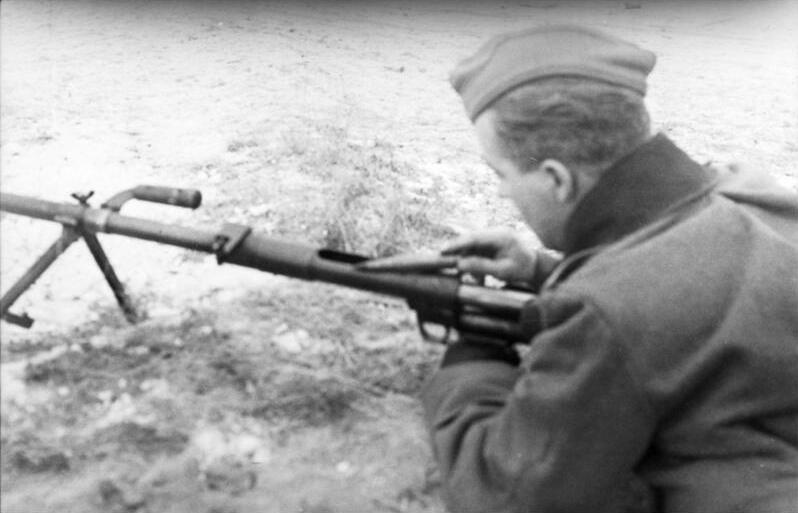
Người lính Nga - sử dụng súng trường chống tăng

Sau Cuộc tấn công Ba Lan tháng 9 năm 1939, Liên Xô nhận ra tính cấp thiết trong việc trang bị vũ khí chống tăng cho bộ binh. Lợi thế chống tăng của bộ binh Ba Lan và Đức Quốc xã so với phía Liên Xô đến từ những khẩu súng trường chống tăng Wz. 35 và PzB 38. Họ bắt đầu tiến hành hàng loạt thử nghiệm đạn xuyên chống tăng chuyên dụng dành cho súng bộ binh. Cuối cùng, đạn xuyên 14.5x114mm được chọn. Trước đó, các mẫu súng trường chống tăng đang được tiến hành nghiên cứu thiết kế. Đến cuộc Chiến tranh Vệ quốc năm 1941, tình hình trở nên cấp thiết hơn bao giờ hết. Liên Xô hoàn thành quá trình nghiên cứu thiết kế và đưa vào sản xuất hàng loạt hai loại súng trường chống tăng PTRD-41 của Vasily Alekseyevich Degtyaryov (1880 - 1949) và PTRS-41 của Sergei Gavrilovich Simonov (1894 - 1986) trong năm đó.

## Lược sử tham chiến
PTRD-41 cùng người anh em song sinh PTRS-41 tham gia cuộc Chiến tranh Vệ quốc và giai đoạn đầu của Chiến tranh thế giới thứ hai trong tay Hồng quân Liên Xô, Ba Lan, Phần Lan,... sau đó do thiết giáp phát triển quá nhanh, giáp xe trở nên ngày càng dày làm súng trường chống tăng trở nên lỗi thời. Tuy nhiên, súng vẫn được sử dụng làm vũ khí chống tăng bổ trợ và hỗ trợ hỏa lực cho bộ binh, đôi khi là súng bắn tỉa cho đến khi kết thúc chiến tranh.
Mặc dù cơ cấu máy nạp bắn từng viên của súng dẫn tới tốc độ bắn chậm, đã có tới 160.000 khẩu được chế tạo trong giai đoạn 1941 - 1942. Thậm chí số lượng này còn nhiều hơn gấp gần 2,5 lần súng PTRS-41 bán tự động ưu việt hơn. Bởi vì súng có thiết kế đơn giản và giá rẻ hơn nhiều so với PTRS-41 trích khí xung bán tự động, dẫn tới dễ dàng sản xuất với số lượng lớn hơn nhiều, nhất là trong thời điểm cấp thiết.
Sau Thế chiến, súng bị súng phóng lựu chống tăng RPG-2 thay thế. Một số lượng lớn súng được viện trợ cho Quân đội Giải phóng Nhân dân Trung Quốc và Quân đội Nhân dân Triều Tiên, xuất hiện trong Nội chiến Trung Quốc và Chiến tranh Triều Tiên, khi hai đội quân này thiếu thốn vũ khí chống tăng bộ binh trầm trọng.

## Cơ chế hoạt động, tính năng kĩ chiến thuật
PTRD-41 là súng trường chống tăng nạp bắn đạn từng viên thủ công, bắn đạn xuyên 14.5x114mm. Khóa nòng then xoay thông thường với hai tai khóa ở phía trước.
Một đặc điểm ưu việt trong thiết kế của PTRD-41 là nòng lùi tự do giảm sức giật kết hợp cơ chế tự động hất vỏ đạn: Nòng trượt về phía sau trong quá trình giật phản hồi, ép lò xo nằm bên trong ống báng. Thời điểm nòng lùi hết, tay xoay khóa nòng đập vào tấm cam nằm ở bên phải ống báng. Tấm cam này buộc tay xoay khóa nòng xoay lên và làm khóa nòng mở. Nòng súng bị lò xo đẩy trượt về vị trí trước khi bắn và khóa nòng khá nặng tiếp tục lao về sau theo quán tính của chính nó, mở cửa buồng đạn. Vỏ đạn bị giữ trên bịt đáy nòng trượt qua lẫy hất bị bật ra ngoài. Quá trình tự động mở khóa nòng hất vỏ đạn kết thúc, xạ thủ đã phải tự lắp viên đạn tiếp theo và đóng khóa nòng thủ công.
Nòng lùi tự do kết hợp cơ cấu tự động mở khóa nòng hất vỏ đạn cũng xuất hiện trước đó trên súng trường chống tăng Pz.B.38 của Đức, nhưng súng này không có cơ cấu đẩy về như PTRD-41.
Để giảm sức giật hơn nữa, nòng súng có bộ phận tản giật như của PTRS-41, nhưng đơn giản hơn nhiều, và báng súng có đệm đế báng.
PTRD-41 cũng như các Súng trường chống tăng khác, chỉ thích hợp để đối kháng trực diện với những loại xe tăng hạng nhẹ giáp mỏng vào đầu Thế chiến như Panzer I và Panzer II. Càng về sau thì giáp xe tăng càng dày hơn, nên PTRD-41 ngày càng bị giảm tác dụng. Một số xe tăng hạng nhẹ như T-70/80/90 của Liên Xô cũng đã có giáp dày hơn so với khả năng xuyên của đạn 14.5x114mm.
Dù vậy, đạn 14.5x114mm đủ sức đương đầu với xe tăng Đức ở các hướng khác như hai bên và phía sau. Xe tăng Đức có giáp hông xe mỏng hơn khả năng xuyên của đạn như Panzer I và II: 13 – 20 mm, III và IV: 30 mm. Càng ngày xạ thủ càng phải tiến tới gần mục tiêu hơn nếu muốn đảm bảo xạ kích đạt hiệu quả. Đối với xe tăng hạng nặng Panzer V Panther (lần đầu xuất hiện vào giữa năm 1943), giáp hông của nó đã là 40 – 50 mm, xạ thủ cần phải tiếp cận hông xe ít nhất tới khoảng cách 100 m và phải bắn ở góc vuông để hy vọng viên đạn có thể xuyên được hông xe.
Khả năng xuyên trên lý thuyết với đạn BS-41 của PTRD-41 cũng tương đương với PTRS-41. Có thể tham khảo bảng dưới đây:
| Cự li | X | Góc chạm | X | Khả năng xuyên |
| ----- | - | -------- | - | -------------- |
| 100 m |   | 90 độ    |   | 40 mm          |
| 100 m |   | 60 độ    |   | 30 mm          |
| 300 m |   | 60 độ    |   | 27.5 mm        |
| 500 m |   | 60 độ    |   | 25 mm          |

Súng có giá hai chân gập mở được để tăng độ ổn định khi bắn, và tay xách gắn trực tiếp vào nòng như PTRS-41.